# Catedral de Nuestra Señora del Carmen (San Fernando de Apure)
La Catedral de San Fernando Rey o Catedral de San Fernando de Apure es el nombre que recibe un edificio religioso que está afiliado a la Iglesia católica y se encuentra ubicado en la ciudad de San Fernando de Apure, capital del Estado Apure en los Llanos del país sudamericano de Venezuela.
El templo sigue el rito romano o latino y funciona como la sede de la diócesis de San Fernando de Apure (Dioecesis Sancti Ferdinandi Apurensis) que fue creada el 12 de noviembre de 1974 mediante la bula Sancti Ferdinandi Apurensis del Papa Pablo VI. Como su nombre lo indica la iglesia catedral fue dedicada a San Fernando Rey de Sevilla España.
Su construcción tomó unos 10 años comenzando en 1959 y siguiendo el diseño del arquitecto alemán Richard Klein. Fue consagrada en febrero de 1969. Esta bajo la responsabilidad pastoral del obispo Alfredo Enrique Torres Rondón. La inversión la obra alcanzó el costo de 1.500.000 Bs.

## Composición
◦La catedral de San Fernando está construida con bases hechas con cabillas de una pulgada y una mezcla a base de hormigón y cemento. El Templo también cuenta con cuatro grandes y artísticos vitrales; dos en el exterior de la iglesia, dos más ubicados en la parte interior. Además existe un quinto vitral en la parte interior del templo redondo, ubicado en la parte superior de los otros dos ya mencionados. Todos los vitrales tienen un grosor de tres centímetros El Significado de los vitrales exteriores es el siguiente: 

### Por la Izquierda

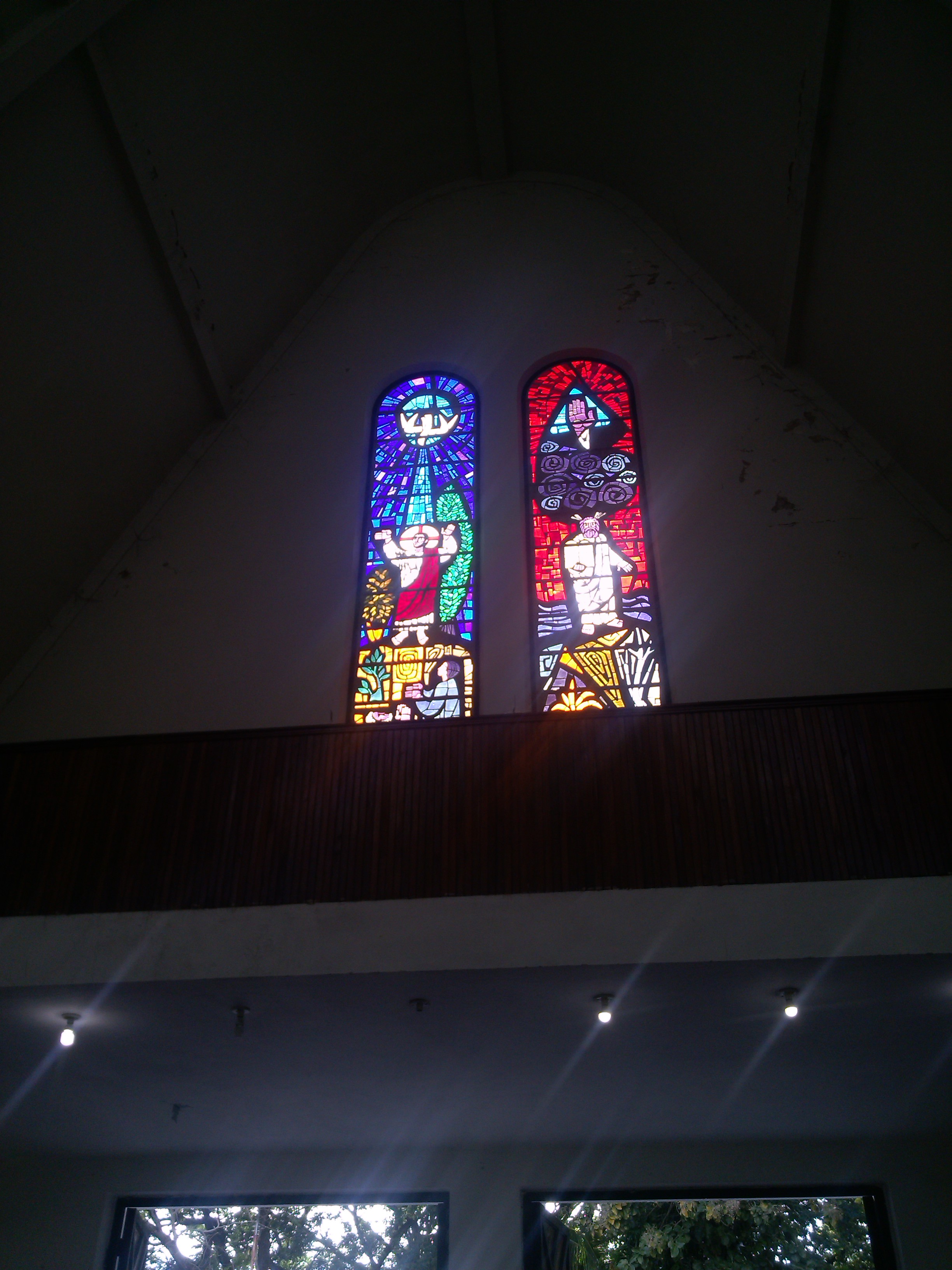
Vitrales decorativos de la catedral.

- Escenas del antiguo testamento.
- En un triángulo, la mano de Dios.
- Moisés con los Diez mandamientos.

### Por la Derecha
- Escenas del Nuevo Testamento.
- Jesús y algunos de los apóstoles.

## Condiciones Generales de la Obra

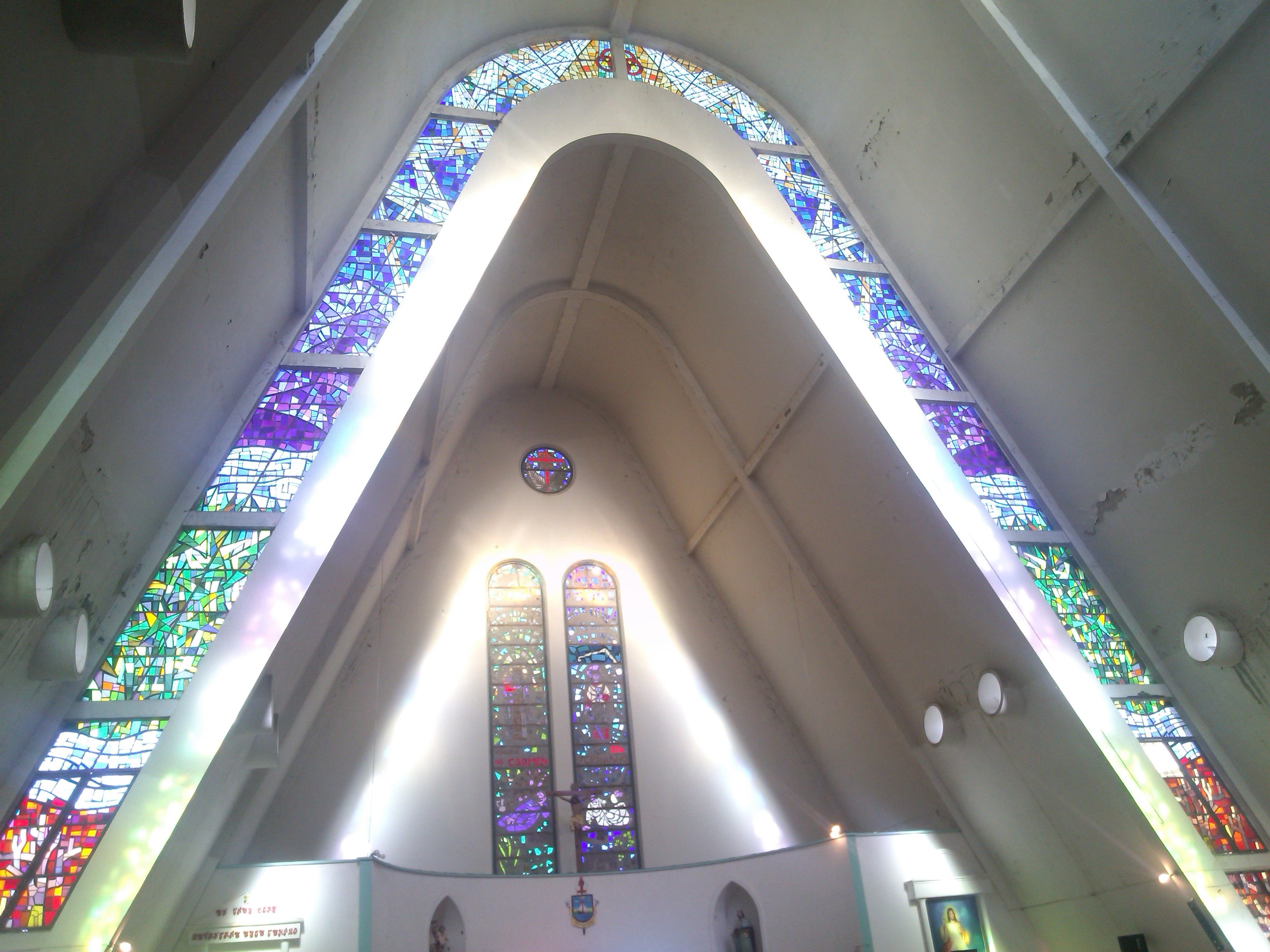
Vista interna arqueada de la Catedral.

En general esta en buen estado, las puertas, hace algunos años cedieron, pero fueron reemplazadas; además el sistema de campanas tiene dos modos de funcionamiento: El Martillo, que se encuentra dañado, y el eléctrico que si funciona, el cual tiene más de cien melodías musicales y campanadas.

## Beneficios de la Obra
Cada cierto tiempo se realizan eventos varios en la Santa Iglesia catedral de San Fernando, tales como bodas, misas, bautizos, entre otros. Actualmente es unos de los patrimonios más importantes que posee la ciudad de San Fernando, es muy difícil de ignorar por su gran proporción de tamaño y belleza. Para los ciudadanos de San Fernando, es un símbolo de Fe y Esperanza.